# Istarska posujilnica u Puli
Istarska posujilnica u Puli, hrvatska štedno-kreditna ustanova iz Pule.
Organizirana na zadružnim načelima na temelju zakona iz 1884. godine. Počela je djelovati 1. listopada 1891. godine. Pokrenuo ju je i vodio Matko Laginja.
U Pazinu je 1895. godine osnovana njezina podružnica. Pred prvi svjetski rat imala je promet od 5 007 346 kruna, a njezina podružnica u Pazinu od 2 473 220 kruna. Nakon prvoga svjetskog rata talijanske su vlasti politikom dekroatizacije Istre ometale njezin rad i zadrugarstvo Istre općenito, te je 1928. likvidirana. Ukinuta je također i pazinska podružnica, iako je imala aktivnu bilancu od 100 000 lira, a iste god. i Zadružna zveza u Trstu. Time je uništeno hrvatsko zadrugarstvo u Istri.
Lit.:  V. Zidarić, Razvitak zadrugarstva u Istri i njegova uloga u narodnom preporodu, Hrvatski narodni preporod u Dalmaciji i Istri, (zbornik), Zagreb 1969; B. Milanović, Hrvatski narodni preporod u Istri. Knjiga II (1883–1947), Pazin 1973.